# Stinatz
Stinatz è un comune austriaco di 1 342 abitanti nel distretto di Güssing, in Burgenland; ha lo status di comune mercato (Marktgemeinde). Abitato anche da croati del Burgenland (62%), è un comune bilingue; il suo nome in croato è Stinjaki.